# 阿韋霍拉爾

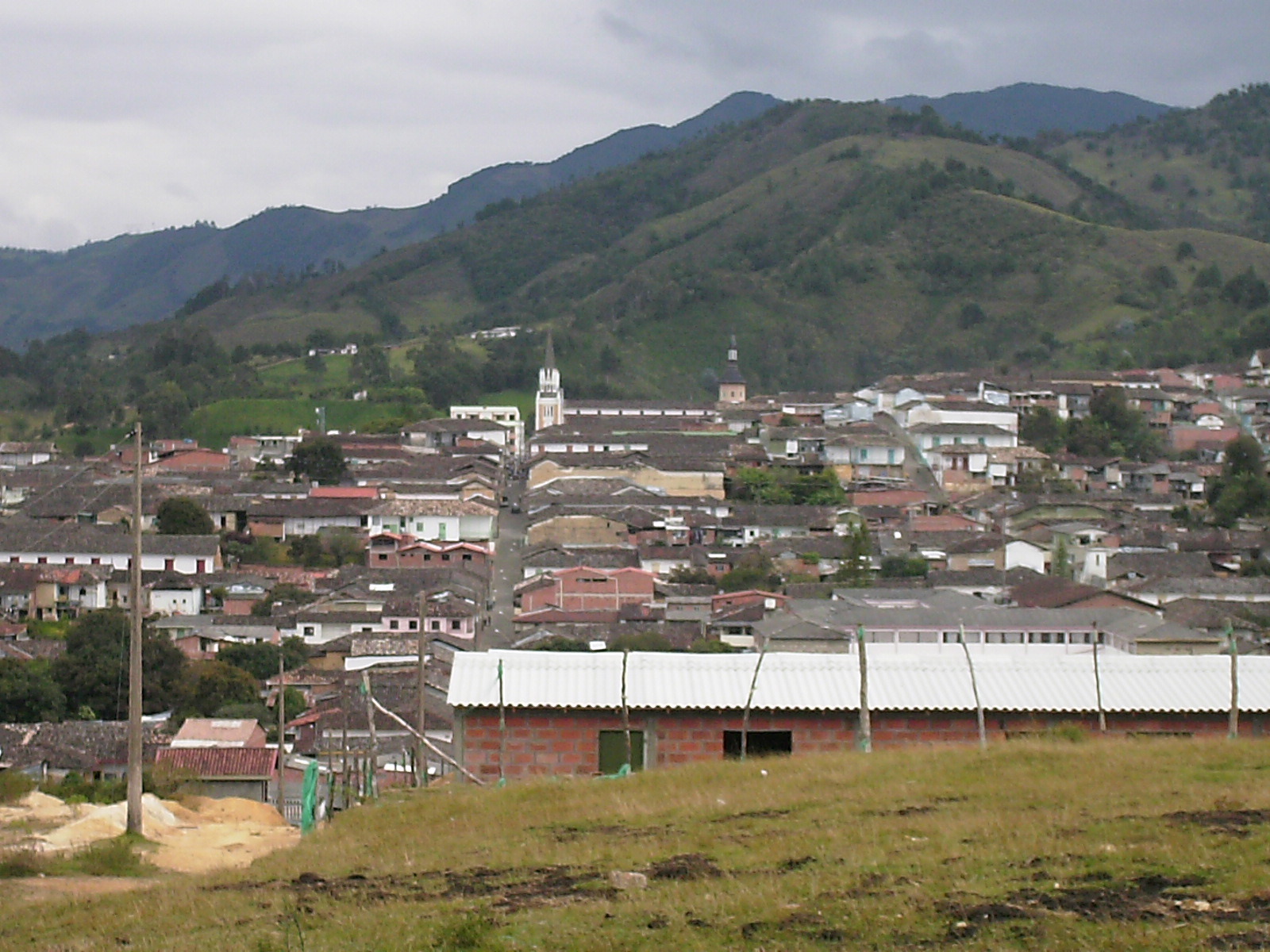
阿韋霍拉爾的鳥瞰圖

阿韋霍拉爾是哥倫比亞的城鎮，位於該國北部，由安蒂奧基亞省負責管轄，距離首府麥德林108公里，始建於1805年，面積497平方公里，海拔高度2,275米，2002年人口25,344。
5°47′22″N 75°25′41″W / 5.78944°N 75.42806°W